# Ẽ̂
Ẽ̂ (minuscule : ẽ̂), appelé E tilde accent circonflexe, est une lettre latine utilisée dans l’écriture du cicipu, de l’ewe et du lyélé.
Elle est formée de la lettre E avec un tilde suscrit et un accent circonflexe.

## Représentations informatiques
Le E tilde accent circonflexe peut être représenté avec les caractères Unicode suivants : 
- composé et normalisé NFC (latin étendu additionnel, diacritiques) :

| formes    | représentations | chaînes de caractères | points de code | descriptions                                                   |
| --------- | --------------- | --------------------- | -------------- | -------------------------------------------------------------- |
| capitale  | Ẽ̂               | Ẽ◌̂                    | U+1EBC U+0302  | lettre majuscule latine e tilde diacritique accent circonflexe |
| minuscule | ẽ̂               | ẽ◌̂                    | U+1EBD U+0302  | lettre minuscule latine e tilde diacritique accent circonflexe |

- décomposé et normalisé NFD (latin de base, diacritiques) :

| formes    | représentations | chaînes de caractères | points de code       | descriptions                                                               |
| --------- | --------------- | --------------------- | -------------------- | -------------------------------------------------------------------------- |
| capitale  | Ẽ̂               | E◌̃◌̂                   | U+0045 U+0303 U+0302 | lettre majuscule latine e diacritique tilde diacritique accent circonflexe |
| minuscule | ẽ̂               | e◌̃◌̂                   | U+0065 U+0303 U+0302 | lettre minuscule latine e diacritique tilde diacritique accent circonflexe |

## Sources
- (en) Cicipu Dictionary
- (en) Simon Wellington Dzablu-Kumah, Basic Ewe for Foreign Students, 2006